# Кобзевское водохранилище
Кобзевское водохранилище (укр. Кобзівське водосховище) — небольшое русловое водохранилище. Расположено в Красноградском районе Харьковской области у села Кобзевка. Водохранилище построено в 1982 году по проекту Харьковского отделения «Союзводоканалпроект». Назначение — орошение и рыборазведения. Вид регулирования — сезонное.

## Основные параметры водохранилища
- Нормальный подпорный уровень — 57,75 м;
- Форсированный подпорный уровень — 59,00 м;
- Полный объём — 1710000 м³;
- Полезный объём — 1640000 м³;
- Длина — 4,6 км;
- Средняя ширина — 0,134 км;
- Максимальные ширина — 0,35 км;
- Средняя глубина — 2,77 м;
- Максимальная глубина — 4,00 м.

## Основные гидрологические характеристики
- Площадь водосборного бассейна — 175 км².
- Годовой объём стока 50 % обеспеченности — 7330000 м³.
- Паводковый сток 50 % обеспеченности — 5240000 м³.
- Максимальный расход воды 1 % обеспеченности — 187 м³/с.

## Состав гидротехнических сооружений
- Глухая земляная плотина длиной — 511 м, высотой — 6,85 м, шириной — 7 м. Заделка верхового откоса — 1:3, низового откоса — 1:2.
- Шахтный водосброс из монолитного железобетона размерами (5×13) г.
- Плоские колесные затворы с ручными винтовыми подъемниками размерами 2,0×2,0 м.
- Водоотводная труба, сечением 3,0×2,5 м, длиной — 21,8 г.

## Использование водохранилища
Водохранилище было построено для орошения в колхозе им. XX партсъезда Красноградского района. Гидротехническое сооружение находится на балансе ЧААП «Луч».